# Stroupínský potok
Stroupínský potok este o arie protejată (arie specială de conservare — SAC, sit de importanță comunitară — SCI) din Republica Cehă întinsă pe o suprafață de 5,94 ha, integral pe uscat.

## Localizare
Centrul sitului Stroupínský potok este situat la coordonatele 49°54′12″N 13°51′54″E / 49.903333°N 13.865°E.

## Înființare
Situl Stroupínský potok a fost declarat sit de importanță comunitară în noiembrie 2009 pentru a proteja 2 specii de animale. Situl a fost protejat și ca arie specială de conservare în iunie 2017.

## Biodiversitate
Situată în ecoregiunea continentală, aria protejată nu include niciun habitat protejat.
La baza desemnării sitului se află mai multe specii protejate:
- nevertebrate (1): Austropotamobius torrentium
- pești (1): zglăvoacă (Cottus gobio)